# سميث طومسون
سميث طومسون (بالإنجليزية: Smith Thompson) (و. 1768 – 1843 م) هو محام، وقاض، وسياسي من الولايات المتحدة الأمريكية ولد في مدينة نيويورك.
وهو عضو في الحزب الجمهوري الديمقراطي .

## التعليم
تعلم في جامعة برنستون.

## روابط خارجية
- سميث طومسون على موقع الموسوعة البريطانية (الإنجليزية)
- سميث طومسون على موقع إن إن دي بي (الإنجليزية)